# رئوس مطالب جامعه
رئوس مطالب جامعه (به انگلیسی: Outline of society) یا طرح کلی جامعه به شرح زیر طرح کلی به عنوان یک مرور کلی و راهنمای موضوعی برای جامعه ارائه شده است:
جامعه – گروهی از مردم که قلمرو جغرافیایی یا مجازی یکسانی را به اشتراک می گذارند و در نتیجه تابع همان اقتدار سیاسی و انتظارات فرهنگی غالب هستند. چنین افرادی دارای فرهنگ و نهادها متمایز هستند که الگوهای روابط اجتماعی بین آنها را مشخص می‌کند. جوامع بزرگ معمولاً قشربندی اجتماعی و سلسله مراتب سلطه را در میان زیر گروه‌های خود توسعه می دهند. یک جامعه معین را می‌توان به عنوان مجموع روابط اجتماعی بین اعضای آن توصیف کرد. شاخه علمی که جامعه را مطالعه می‌کند، جامعه‌شناسی است.

## نوع جامعه چیست؟
یک جامعه را می‌توان به صورت تمام موارد زیر توصیف کرد:
- نظام
  - نظام اجتماعی
- مردم
  - گروه اجتماعی
    - اجتماع

## انواع جوامع
- انسان کل نژاد بشر. به طور کلی، می‌توان آن را به عنوان یک جامعه بزرگ بزرگ در نظر گرفت.

### در انسان شناسی: با روش های امرار معاش
- جامعه پیش‌صنعتی
  - جامعه شکارچی-گردآورنده
  - جامعه شبانی
  - جامعه باغبانی
  - جامعه زراعی
    - جامعه فئودالی
- جامعه صنعتی
- جامعه فراصنعتی

### در جامعه‌شناسی و علوم سیاسی
- بر اساس ساختار سیاسی:
  - جامعه باند
  - قبیله
  - خان‌سالار
  - تمدن
    - دولت
    - جامعه بین المللی
    - جامعه جهانی
- توسط مدرنیته:
  - پیش_مدرن
  - مدرن
  - پست مدرن

## جنبه‌ها یا ویژگی های جوامع
- اجتماعات (رئوس مطالب اجتماع) - در حالی که یک جامعه یک نوع اجتماع است، خود می‌تواند شامل جوامع کوچکتری نیز باشد.
  - ساختار و عاملیت
  - جامعه‌پذیری
  - احساس اجتماع
  - جامعه‌گرایی
  - سرمایه اجتماعی
  - توسعه اجتماع
- فرهنگ (رئوس مطالب فرهنگ) – فرهنگ مشترک می‌تواند به دلیل نگرش‌ها، ارزش‌ها، اهداف و شیوه‌های مشترک، جوامع فرعی از افراد را در یک جامعه ایجاد کند.

(رک: وودوارد، ک.، (2004) پرسشگری هویت: جنسیت، طبقه، قومیت، میلتون کینز، دانشگاه آزاد).
- - میراث فرهنگی
- اقتصاد (رئوس مطالب اقتصاد)
  - نظام اقتصادی
- آموزش و پرورش (رئوس مطالب آموزش)
- دولت
- هویت – تعامل با دیگران در جامعه ما به شکل گیری هویت ما کمک می‌کند (همراه با جنسیت، طبقه و خاستگاه فرهنگی ما)، و یک جامعه مشترک می‌تواند حس هویت مشترک را ترویج کند. (رک: وودوارد، ک.، (2004) پرسشگری هویت: جنسیت، طبقه، قومیت، میلتون کینز، دانشگاه آزاد).
- زیرساخت - به بخش زیرساخت، در زیر مراجعه کنید
- نهاد – به بخش نهادهای اجتماعی، در زیر مراجعه کنید
- سرزمین
- منابع طبیعی
- مردم
- سیاست (رئوس مطالب سیاست)
- کنترل اجتماعی
  - جامعه گناه
  - جامعه شرمنده
- ساختار اجتماعی
  - نظم اجتماعی
  - قشربندی اجتماعی
- فناوری و جامعه (رئوس مطالب فناوری)
- ثروت

### زیرساخت
زیرساخت
- زیرساخت‌های عمومی
  - آنالیز شبکه‌ی حمل و نقل
    - سیستم های جاده‌ای
      - جاده
      - بزرگراه
      - خیابان
      - پل
      - تونل

    - حمل و نقل انبوه
    - فرودگاه و ایرویز 

  - تامین آب و منابع آب
  - مدیریت فاضلاب
  - تصفیه زباله جامد و دفع
  - نیروی الکتریکی
- زیرساخت های خصوصی
  - اموال منقول
    - خودرو
    - کامپیوترهای شخصی

  - مشاور املاک
    - صفحه اصلی

### نهادهای اجتماعی
نهاد اجتماعی – هر ساختار یا مکانیسم پایداری از نظم اجتماعی که بر رفتار مجموعه‌ای از افراد در یک جامعه معین حاکم است. اصطلاح "نهاد" معمولاً به آداب و رسوم و الگوهای رفتاری مهم برای یک جامعه و همچنین به سازمان های رسمی خاص دولتی و خدمات عمومی گفته می‌شود.
- خانواده
  - اعضای خانواده – خانواده ها متشکل از:
    - فرزند
      - دختر
      - پسر

    - والدین
      - پدر
      - مادر

    - پدربزرگ و مادربزرگ

  - انواع خانواده‌ها:
    - خانواده هسته‌ای
    - خانواده گسترده

  - موضوعات مرتبط با خانواده
    - صفحه اصلی
    - پیوند انسانی
    - جامعه‌شناسی خانواده
- دولت
- ازدواج و خانواده
- دین (رئوس مطالب دین) و نهادهای مذهبی – رجوع کنید به جامعه‌شناسی دین; مذهب مدنی
- آموزش و پرورش مدرسه – پیش‌دبستانی (پیش‌دبستانی، ابتدایی، متوسطه، و پس از متوسطه/عالی &ndash ؛ رجوع کنید به جامعه‌شناسی آموزش)
- تحقیق انجمن – دانشگاه و دانشگاه; پژوهشگاهها – رجوع کنید به جامعه‌شناسی علم
- پزشکی – بیمارستان و سایر مؤسسات مراقبت سلامت – رجوع کنید به جامعه‌شناسی سلامت و بیماری، جامعه‌شناسی پزشکی
  - بیمارستان روانپزشکی (تاریخچه)
- حقوق (رئوس مطالب حقوق) و نظام حقوقی – دادگاه؛ قاضی؛ حرفه وکالت (وکالت) – رجوع کنید به فقه، فلسفه حقوق، جامعه‌شناسی حقوق
  - نیروی انتظامی و جامعه
  - عدالت کیفری یا سیستم های کیفری – زندانها – رجوع کنید به جامعه‌شناسی مجازات
- نظامی (رئوس مطالب علوم نظامی) - (همچنین به جامعه‌شناسی نظامی مراجعه کنید).
  - شبه نظامی
- نیروهای پلیس
- رسانه‌های جمعی – از جمله رسانه خبری (تلویزیون، روزنامه‌ها) و رسانه گروهی – مطالعات رسانه‌ای را ببینید.
- صنعت – کسب و کار، از جمله شرکت – رجوع کنید به موسسه مالی، کارخانه، سرمایه‌داری، تقسیم کار، طبقه اجتماعی، جامعه‌شناسی صنعتی
- جامعه مدنی یا سازمان‌های غیردولتی – سازمان خیریه؛ گروه ذی‌نفوذ؛ احزاب سیاسی; اندیشکده؛ جامعه‌های مجازی

## تاریخ جامعه
- تاریخ تمدن
- تاریخ مرتبط با جامعه
  - تاریخ روستایی
  - تاریخ اجتماعی
  - تاریخ شهری
- تکامل اجتماعی-فرهنگی

## بررسی جامعه: جامعه‌شناسی
رئوس مطالب جامعه‌شناسی
- جامعه‌شناسی - مطالعه علمی جامعه. این علم اجتماعی روش‌های بررسی تجربی و تحلیل انتقادی را بر فعالیت‌های اجتماعی انسان با تمرکز بر تأثیر روابط و چگونگی تأثیر آنها بر نگرش‌ها و رفتارها هدایت می‌کند. جامعه‌شناسان پژوهش هایی را برای اصلاح درک نظری فرآیندهای اجتماعی یا برای کاربرد در سیاست اجتماعی و رفاه انجام می دهند.
  - رئوس مطالب جامعه‌شناسی
  - تاریخ جامعه‌شناسی